# Věra Koťátková
Věra Koťátková (nacida el 20 de diciembre de 1941) es una exjugadora de baloncesto checoslovaca. Consiguió 5 medallas en competiciones oficiales con Checoslovaquia.